# 卡爾佩珀鎮區 (阿肯色州范布倫縣)
卡爾佩珀鎮區（英語：Culpepper Township）是位於美國阿肯色州范布倫縣的一個行政鎮區。

## 地方資料
卡爾佩珀鎮區的面積為53.49平方千米，當中陸地面積為53.11平方千米，而水域面積為0.38平方千米。根據2010年美國人口普查的數據，當地共有人口362人，而人口密度為每平方千米6.77人。